# The Shadowhunter Chronicles

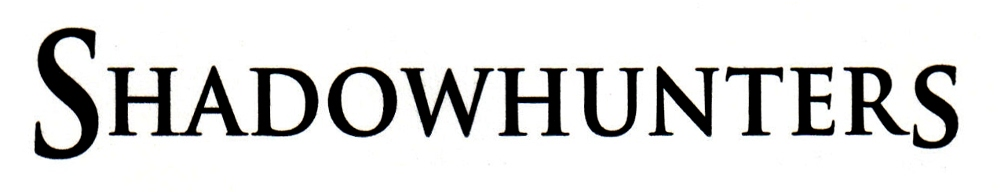
Logo italiano della serie

The Shadowhunter Chronicles è un franchise di romanzi urban fantasy scritti da Cassandra Clare.

## Saghe principali

### The Mortal Instruments
La serie The Mortal Instruments è ambientata in età contemporanea e rappresenta la prima serie del franchise.
- Shadowhunters - Città di ossa (The Mortal Instruments - City of Bones), pubblicato in inglese il 27 marzo 2007[1], in italiano il 6 novembre 2007.
- Shadowhunters - Città di cenere (The Mortal Instruments - City of Ashes), pubblicato in inglese il 25 marzo 2008[2], in italiano il 9 settembre 2008.
- Shadowhunters - Città di vetro (The Mortal Instruments - City of Glass), pubblicato in inglese il 24 marzo 2009[3], in italiano il 1º settembre 2009.
- Shadowhunters - Città degli angeli caduti (The Mortal Instruments - City of Fallen Angels), pubblicato in inglese il 5 aprile 2011[4], in italiano il 25 ottobre 2011.
- Shadowhunters - Città delle anime perdute (The Mortal Instruments - City of Lost Souls), pubblicato in inglese l'8 maggio 2012[5], in italiano il 16 ottobre 2012.
- Shadowhunters - Città del fuoco celeste (The Mortal Instruments - City of Heavenly Fire), pubblicato in inglese il 27 maggio 2014[6], in italiano l'8 luglio 2014.[7]

### The Infernal Devices(Shadowhunters - Le origini)
La seconda serie, The Infernal Devices, nota in Italia anche come Shadowhunters - Le origini, è una serie prequel ambientata nel 1878 ed è incentrata sulla figura di Tessa Gray.
- Shadowhunters - Le origini. L'angelo (Clockwork Angel), pubblicato in inglese il 31 agosto 2010, in italiano nel 2011.
- Shadowhunters - Le origini. Il principe (Clockwork Prince), pubblicato in inglese il 6 dicembre 2011, in italiano nel 2012.
- Shadowhunters - Le origini. La principessa (Clockwork Princess), pubblicato in inglese il 19 marzo 2013, in italiano nel 2013.

### The Dark Artifices
La terza serie, The Dark Artifices, è una serie ambientata nel 2012, cinque anni dopo gli eventi di The Mortal Instruments ed ha come protagonista Emma Carstairs.
- Shadowhunters - Signora della mezzanotte (Lady Midnight), pubblicato in inglese l'8 marzo 2016, in italiano il 27 marzo 2016
- Shadowhunters - Signore delle ombre (Lord of Shadows), pubblicato in inglese il 23 maggio 2017, in italiano il 19 settembre 2017
- Shadowhunters - Regina dell'aria e delle tenebre (Queen of Air and Darkness), pubblicato in inglese il 4 dicembre 2018, in italiano il 19 febbraio 2019.

### The Eldest Curses
La quarta serie, The Eldest Curses, è ambientata tra gli eventi di The Mortal Instruments e quelli di The Dark Artifices e ruota attorno ai personaggi di Magnus Bane e Alec Lightwood.
- The Eldest Curses: La mano scarlatta (The Red Scrolls of Magic), pubblicato in inglese il 9 aprile 2019, in italiano il 27 settembre 2022
- The Eldest Curses: Il libro bianco perduto (The Lost Book of the White), pubblicato in inglese il 1º settembre 2020, in italiano il 27 settembre 2022
- The Black Volume of the Dead, attualmente inedito.

### The Last Hours
La quinta serie, The Last Hours è una serie ambientata nel 1903 ed è il seguito di The Infernal devices.
- The Last Hours vol. 1: La catena d’oro (Chain of Gold), pubblicato in inglese il 3 marzo 2020, in italiano il 3 marzo 2020.
- The Last Hours vol. 2: La catena di ferro (Chain of Iron), pubblicato in inglese il 2 marzo 2021, in italiano il 27 aprile 2021.
- The Last Hours vol. 3: La catena di spine (Chain of Thorns), pubblicato in inglese il 31 gennaio 2023, in italiano il 7 marzo 2023.

### The Wicked Powers
La sesta e ultima serie, The Wicked Powers, ambientata nel 2015, sarà il seguito di The Eldest Curses, e ruoterà attorno ai personaggi di Kit Herondale, Ty Blackthorn e Dru Blackthorn.

## Altri volumi

### Le cronache di Magnus Bane
Le cronache di Magnus Bane è una serie di undici racconti scritti da Cassandra Clare, Sarah Rees Brennan e Maureen Johnson, pubblicati mensilmente in formato digitale, e successivamente riproposti nell'omonima raccolta in formato cartaceo. I racconti ruotano attorno al personaggio di Magnus: In Città del fuoco celeste, Magnus dà ad Alec un blocchetto contenente alcune storie sulla sua vita, che ha scritto nelle settimane dopo la loro rottura, che coincidono coi racconti inclusi nella raccolta.
I racconti inclusi nella raccolta sono:
- Cosa accadde in Perù Pubblicato: 24 giugno 2013
- La fuga della regina Pubblicato: 9 luglio 2013
- Vampiri, scones ed Edmund Herondale Pubblicato: 6 agosto 2013
- L'erede di mezzanotte Pubblicato: 3 settembre 2013
- L'origine dell'Hotel Dumort Pubblicato: 10 ottobre 2013
- Alla ricerca di Raphael Santiago Pubblicato: 5 novembre 2013
- La caduta dell'Hotel Dumort Pubblicato: 5 dicembre 2013
- Un regalo di compleanno per Alec Pubblicato: 2 gennaio 2014
- L'ultima sfida dell'Istituto di New York Pubblicato: 8 febbraio 2014
- Il corso di un amor cortese (e dei primi appuntamenti) Pubblicato: 14 maggio 2014
- La segreteria telefonica di Magnus Bane Pubblicato: 11 novembre 2014

### Le cronache dell'accademia Shadowhunters
Le cronache dell'accademia Shadowhunters è una serie di dieci racconti scritti da Cassandra Clare, Sarah Rees Brennan, Maureen Johnson e Robin Wasserman, pubblicati mensilmente in formato digitale, e successivamente riproposti nell'omonima raccolta in formato cartaceo. I racconti ruotano attorno al personaggio di Simon e sono ambientati dopo circa quattro-sei mesi rispetto agli eventi descritti in Città del Fuoco Celeste.
I racconti inclusi nella raccolta sono:
- Benvenuti in Accademia Pubblicato: 30 marzo 2015
- L'Herondale scomparso Pubblicato: 30 aprile 2015
- Il demone di Whitechapel Pubblicato: 30 maggio 2015
- Soltanto ombre Pubblicato: 30 giugno 2015
- Il male che abbiamo Pubblicato: 30 luglio 2015
- Pallidi re, guerrieri e principi Pubblicato: 30 agosto 2015
- Dove si ignora vecchiaia ed amarezza Pubblicato: 30 settembre 2015
- La prova del fuoco Pubblicato: 30 ottobre 2015
- Nascono alcuni ad infinita notte Pubblicato: 30 novembre 2015
- Angeli che due volte discesero Pubblicato: 30 dicembre 2015

### Fantasmi del mercato delle ombre
Fantasmi del mercato delle ombre è una serie di dieci racconti scritti da Cassandra Clare, Sarah Rees Brennan, Maureen Johnson, Kelly Link e Robin Wasserman, pubblicati mensilmente in formato digitale, e successivamente riproposti nell'omonima raccolta in formato cartaceo. I racconti ruotano attorno al personaggio di Fratello Zaccaria e sono ambientati durante varie epoche, ricollegandosi così ai vari personaggi delle varie saghe. Gli ultimi due racconti sono inclusi solamente nell'edizione cartacea, poiché si collegano alla serie The Wicked Powers.
I racconti inclusi nella raccolta sono:
- Il figlio dell'alba Pubblicato: 24 aprile 2018
- Verità nell'ombra Pubblicato: 8 maggio 2018
- Croce e delizia Pubblicato: 12 giugno 2018
- Un doloroso destino Pubblicato: 10 luglio 2018
- L'amore più grande Pubblicato: 14 agosto 2018
- I malvagi Pubblicato: 11 settembre 2018
- Il ritorno a casa Pubblicato: 12 ottobre 2018
- Con il fuoco e con il sangue Pubblicato: 13 novembre 2018
- Il mondo perduto Pubblicato: 22 ottobre 2019
- Caduti per sempre Pubblicato: 22 ottobre 2019

### Altre pubblicazioni
- Shadowhunters - Il codice (The Shadowhunter's Codex), pubblicato in inglese il 29 ottobre 2013[8], in italiano il 26 novembre 2013.
- Shadowhunters - Pagine rubate (Five Stories about "The Mortal Instruments" World), pubblicato in inglese nel 2012, in italiano il 20 novembre 2012. Si tratta di una raccolta di cinque storie brevi (Il primo bacio, A mio figlio Jace, L'atto di cadere, Questione di potere e Una trasformazione oscura), disponibile in formato e-book e nella nuova edizione uscita nel dicembre 2019.[9]

## In che ordine leggere i libri

### Ordine Cronologico
Secondo l'ordine cronologico degli eventi nei libri attualmente pubblicati, andrebbero letti in questo ordine:
1. The Infernal Devices
  1. The Infernal Devices: L'angelo
  2. The Infernal Devices: Il principe
  3. The Infernal Devices: La principessa
2. The Last Hours
  1. La catena d’oro
  2. La catena di ferro
  3. La catena di spine
3. The Mortal Instruments
  1. The Mortal Instruments: Città di ossa
  2. The Mortal Instruments: Città di cenere
  3. The Mortal Instruments: Città di vetro
  4. The Mortal Instruments: Città degli angeli caduti
  5. The Mortal Instruments: Città delle anime perdute
  6. The Mortal Instruments: Città del fuoco celeste
4. Le Cronache di Magnus Bane
5. Le Cronache dell'Accademia Shadowhunters
6. The Eldest Curses
  1. La mano scarlatta
  2. Il libro bianco perduto
  3. The Black Volume of the Dead
7. The Dark Artificies
  1. The Dark Artifices: Signora della mezzanotte
  2. The Dark Artifices: Signore delle ombre
  3. The Dark Artifices: Regina dell’aria e delle tenebre

### Ordine consigliato da Cassandra Clare
Cassandra Clare stessa si espressa sul dilemma dell'ordine di lettura. Ecco l'ordine consigliato da lei (non contiene i libri del ciclo "The Last Hours")
1. The Mortal Instruments (prima trilogia)
  1. The Mortal Instruments: Città di ossa
  2. The Mortal Instruments: Città di cenere
  3. The Mortal Instruments: Città di vetro
2. The Infernal Devices
  1. The Infernal Devices: L’angelo
  2. The Infernal Devices: Il principe
  3. The Infernal Devices: La principessa
3. The Mortal Instruments (seconda trilogia)
  1. The Mortal Instruments: Città degli angeli caduti
  2. The Mortal Instruments: Città delle anime perdute
  3. The Mortal Instruments: Città del fuoco celeste
4. Le Cronache di Magnus Bane
5. Le cronache dell’Accademia Shadowhunters
6. The Dark Artifices
  1. The Dark Artifices: Signora della mezzanotte
  2. The Dark Artifices: Signore delle ombre
  3. The Dark Artifices: Regina dell’aria e delle tenebre
7. The Eldest Curses
  1. La mano scarlatta
  2. Il libro bianco perduto
  3. The Black Volume of the Dead

## Personaggi

### The Mortal Instruments
- Clarissa “Clary” Adele Fray/Fairchild: una Cacciatrice cresciuta come "mondana", ovvero umana o civile, dalla madre Jocelyn. Ha capelli rossi e occhi verdi e singolari capacità mai riscontrate prima tra gli Shadowhunters. È molto testarda nonché particolarmente versata nell’arte del disegno.
- Jonathan Christopher “Jace” Herondale: giovane Shadowhunter molto attraente e con la lingua tagliente che vive con i Lightwood nell'Istituto di New York dopo che il padre Michael Wayland morì quando lui aveva dieci anni. È considerato il miglior guerriero della sua generazione.
- Simon Lewis: è il migliore amico mondano di Clary sin dall’infanzia. Nerd, impacciato e timido è molto appassionato di musica e coi suoi amici Eric, Matt e Kirk, forma una band che cambia continuamente nome.
- Isabelle “Izzy/Iz” Sophia Lightwood: È un'abile e affascinante Shadowhunter, secondogenita dei Lightwood. La sua arma è una frusta di elettrodo che porta sempre al polso. Indossa inoltre una collana di rubini in grado di percepire le presenze demoniache di tutti i tipi.
- Alexander “Alec” Gideon Lightwood: è il parabatai di Jace, nonché suo migliore amico e fratello maggiore di Isabelle e Max. Ha capelli neri e occhi azzurri. È un ragazzo molto serio e posato, e la sua arma prediletta è l'arco.
- Magnus Bane: è lo stravagante sommo Stregone di Brooklyn. Tra i Nascosti più influenti nonché potenti, Magnus ha qualche centinaio di anni e peculiari occhi dalle pupille a fessura come i gatti. Vive col suo gatto, il Presidente Miao.
- Maxwell “Max” Joseph Lightwood: ha 9 anni ed è il fratello minore di Alec e Isabelle. Adora leggere i fumetti e ha un debole per il fratello adottivo Jace.
- Luke Garroway/Lucian Greymark: amico di Jocelyn, ha visto crescere Clary. È il capo del branco di lupi mannari di New York e in passato è stato uno Shadowhunter, nonché il parabatai di Valentine Morgenstern.
- Jocelyn Fray/Fairchild: è la madre di Clary, una Shadowhunter che è fuggita dal Mondo Invisibile nascondendosi a New York per colpa del marito Valentine. Durante la storia, si trova in uno stato comatoso.
- Valentine Morgenstern: padre di Clary, è stato il principale responsabile della Rivolta che ha spaccato il mondo degli Shadowhunters. Ritenuto morto per anni, ricompare nel 2007 per riprendere la sua crociata contro i Nascosti. Per anni si è nascosto ad Idris, spacciandosi per Michael Wayland, dove ha cresciuto Jace.
- Jonathan Christopher Morgenstern/Sebastian Verlac: è il fratello maggiore di Clary, creduto morto da Jocelyn e cresciuto ad Idris da Valentine. Nelle sue vene scorre il sangue del demone Lilith. Ha capelli bianchi e occhi neri, e ha un rapporto di amore ed odio con Jace e Clary. Causerà la Guerra Mortale.
- Maia Roberts: una ragazza licantropo membro del branco di Luke, trasformatasi dopo che il suo ex ragazzo Jordan l’aggredì. Ha capelli, occhi e carnagione scuri, è molto determinata e, col tempo, diventa una buona amica di Clary e Simon.
- Jordan Kyle: è un giovane lupo mannaro membro del Praetor Lupus, custode di Simon in quanto nuovo Nascosto. È gentile ed altruista, ma vive col senso di colpa di aver trasformato la sua ex fidanzata Maia.
- Raphael Santiago: vice capo del clan di vampiri di New York, ha 70 anni e risiede all’Hotel Dumort. Conosce da tempo Magnus. Il suo sangue trasformerà Simon in vampiro.
- Maryse Lightwood: è la madre di Alec, Isabelle e Max, nonché direttrice dell’Istituto di New York, dove fu esiliata insieme al marito e ad Hodge a seguito della Rivolta di Valentine.
- Amatis Greymark: è la sorella di Luke che vive ad Idris. Vedova divorziata di Stephen Herondale, braccio destro di Valentine, non ha più combattuto dalla Rivolta e non vede il fratello dal tempo della sua trasformazione.
- Robert Lightwood: padre di Alec, Isabelle e Max, è il co-direttore dell’Istituto di New York, dove fu esiliato al termine della Rivolta. Accoglie Jace nella sua famiglia in quanto figlio del suo parabatai Michael Wayland.
- Camille Belcourt: formalmente a capo del clan di vampiri newyorkesi, manca da molto in città. È una vampira anziana, potente e manipolatrice dai lunghi capelli biondi e dagli occhi verdi. È stata amante di Magnus.
- Hodge Starkweather: Shadowhunter esiliato a New York coi Lightwood, è il precettore dei loro quattro figli, nonché eccellente studioso a cui è stato vietato di lasciare l’istituto. Ha sempre subito la forte influenza di Valentine.
- Regina della Corte Seelie: potentissima e subdola sovrana della Corte delle fate “buone”, ha lunghi capelli rossi e una dimora che cambia aspetto costantemente.
- Meliorn: è il cavaliere e consigliere più fidato della Regina Seelie.

### The Infernal Devices
- Theresa “Tessa” Gray: protagonista della storia, ha 16 anni ed è newyorkese. Ha capelli castani e occhi grigi. Arriva a Londra per stare con suo fratello, ma qui scoprirà di essere una Nascosta con un potere fuori dal comune: mutare forma. Va a vivere all’Istituto nel 1878, dove conosce Will e Jem, per poi combattere I Congegni Infernali con loro.
- William “Will” Owen Herondale: figlio di un ex Shadowhunter e di una mondana, ha deciso di diventare un Cacciatore a 12 anni. Da allora vive a Londra dove è diventato il parabatai di Jem, unica persona a cui tiene. Ha occhi azzurro-viola e capelli neri. È estremamente sarcastico, pungente, nonché molto bravo nel combattimento.
- James/Jian “Jem” Ke Carstairs: nato e cresciuto a Shanghai da padre inglese e madre cinese, arriva a Londra dopo la morte dei genitori ed essere stato avvelenato con una droga dal demone Yanluo. Ha occhi e capelli argentati e suona benissimo il violino. Di indole buona, sempre gentile e paziente con tutti, è il parabatai di Will.
- Charlotte Fairchild Branwell: è la giovanissima direttrice dell’Istituto nonché capo dell’Enclave di Londra. Piccola di statura e dagli occhi scuri, è una donna acuta e intelligente, che lotta continuamente per dimostrare di meritare il suo ruolo.
- Henry Branwell: brillante ed incompreso inventore dai capelli fulvi, è il marito di Charlotte nonché formalmente direttore dell’Istituto. È molto appassionato di congegni meccanici. È il creatore, con Magnus, dei Portali.
- Sophie Collins: è la cameriera mondana dell’Istituto. Salvata da Charlotte dopo essere stata sfregiata dal suo precedente datore di lavoro, è una ragazza schiva, timida ma molto saggia e acuta. Diventa la migliore amica di Tessa, insieme alla quale verrà addestrata dai Lightwood. Ha sempre desiderato diventare una Shadowhunter.
- Jessamine Lovelace: insieme a Will e Jem, risiede all’Istituto da quando è rimasta orfana. Ha capelli biondi e occhi nocciola. È perennemente in contrasto con Will, odia tutto e tutti e si rifiuta di allenarsi come Shadowhunter. Il suo comportamento nasconde, in realtà, un grande dolore.
- Nathaniel “Nate” Gray: è il fratello maggiore di Tessa, partito per fare fortuna in Inghilterra. Scompare dopo essersi licenziato dall’azienda di Mortmain. Ha capelli biondi e occhi azzurri.
- Axel Mortmain: datore di lavoro di Nate, è un noto industriale in pensione che ha fatto fortuna con l’oppio. Apparentemente innocuo, nasconde molti segreti, tra cui l’essere stato figlio di due stregoni.
- Gideon Lightwood: fratello maggiore di Gabriel e figlio di Benedict, torna a Londra molto cambiato dopo un anno a Madrid. Ha corporatura robusta, occhi grigio-verdi e capelli sabbia. È un ragazzo silenzioso, posato e intelligente.
- Gabriel Lightwood: fratello minore di Gideon, è molto devoto al padre Benedict. Ha capelli castani e occhi verdi ed è molto alto. Da ragazzino ha avuto un incidente con Will e non perde occasione di punzecchiarlo e schernirlo.
- Cecily Herondale: è la sorella minore di Will, con cui condivide i capelli corvini e gli occhi azzurri viola, oltre al temperamento e alla propensione per i guai. Arriva all’Istituto al termine del secondo libro per essere addestrata come Cacciatrice.
- Magnus Bane: risiede a Londra insieme alla sua amante Camille Belcourt. È il miglior amico di Ragnor. Molto potente e con un debole per gli Shadowhunters, aiuterà Will con la sua maledizione.
- Woolsey Scott: capo dei licantropi londinesi, è il leader del Praetor Lupus nonché alleato di Charlotte. È un raffinatissimo esteta e porta spesso un monocolo. Deve un favore a Magnus, che ospita in casa sua.
- Benedict Lightwood: patriarca dei Lightwood, è il principale avversario politico di Charlotte e desidera dirigere lui stesso l’Istituto. È un uomo orgoglioso, testardo e molto influente.
- Ragnor Fell: sommo stregone di Londra, è un alleato fidato di Charlotte, nonché un esperto di magia dimensionale. I suoi segni distintivi sono la carnagione verde e le mani dotate di dodici dita.
- Camille Belcourt: è una vampira anziana e potente, amante di Magnus nonché compagna in passato di de Quincey, contro il quale cerca vendetta.
- Alexei de Quincey: capo del più grande clan di vampiri di Londra, disprezza gli Shadowhunters e si diverte ad organizzare spettacoli in cui tortura e uccide i mondani.

### The Last Hours
- Cordelia “Daisy/Layla” Katayoun Carstairs: nata a Teheran, ha girato il mondo con la famiglia. Nel 1903 si stabilisce a Londra per diventare la parabatai della sua migliore amica Lucie. È segretamente innamorata sin dall’infanzia di James. Ha capelli rossi, occhi e carnagione scuri. È la proprietaria della leggendaria spada Cortana. È determinata a diventare un’eroina.
- James “Jamie” Morgan Henry Herondale: figlio primogenito di Will e Tessa, ha capelli corvini e occhi dorati, marchio del suo retaggio demoniaco. La sua arma prediletta sono i coltelli da lancio. È il parabatai di Matthew e leader degli Allegri Compagni. All’inizio della storia, ha una relazione con Grace. Ha il potere di trasformarsi in ombra.
- Lucie “Luce/Lulu” Ella Herondale: figlia secondogenita di Will e Tessa, desidera diventare una scrittrice. È la migliore amica di Cordelia, protagonista del suo romanzo. Ha occhi azzurri e capelli castani. È molto allegra e chiacchierona. Ha il potere di vedere e controllare i fantasmi, motivo per cui vede Jesse.
- Matthew “Math” Fairchild: figlio secondogenito di Henry e Charlotte, ha occhi verde scuro e capelli biondi. È il parabatai di James e grande amico di Thomas e Christopher. È un bohémien, adora la moda e ha un cane di nome Oscar Wilde. È un habitué dell’Hell Ruelle insieme ad Anna. Soffre di alcolismo.
- Thomas “Tom” Lightwood: figlio minore di Sophie e Gideon, è un ragazzone alto dal carattere gentile e pacato. È molto affezionato ai suoi amici e considera Christopher come un fratello, aiutandolo nei suoi esperimenti. La sua arma prediletta sono le bolas. Durante il suo anno all’estero, ha avuto modo di conoscere bene Alastair.
- Christopher “Kit” Lightwood: secondogenito di Cecily e Gabriel, ha occhi violetto e capelli castani. Molto amante delle scienze, è uno sperimentatore instancabile e vuole diventare un inventore come il suo padrino Henry. Adora le crostatine al limone e la sua arma preferita è l’arco.
- Alastair Carstairs: è il fratello maggiore di Cordelia, che ha frequentato l’Accademia con gli Allegri Compagni. Schivo, dalla lingua tagliente e spesso indecifrabile nelle intenzioni, è molto protettivo nei confronti della madre e della sorella. All’inizio si tinge i capelli e ha una relazione segreta con Charles.
- Grace Cartwright Blackthorn: è la figlia adottiva di Tatiana e sorella minore di Jesse, che adora. Molto bella e affascinante, ha occhi e capelli chiarissimi. Ha il potere di controllare gli uomini. È diventata amica di James quando avevano 13 anni e da allora lo controlla grazie a un braccialetto d’argento.
- Jesse Blackthorn: figlio di Tatiana, è morto a 17 anni dopo aver ricevuto la sua prima runa. Ha occhi verdi e capelli neri. Vive come fantasma soltanto di notte e stringe amicizia con Lucie, unica a vederlo oltre la sua famiglia. È acuto, misterioso, ma molto premuroso. Lucie e Grace faranno di tutto per riportarlo in vita.
- Anna Lightwood: figlia primogenita di Cecily e Gabriel, è una ragazza indipendente e molto ammirata tra i coetanei per il suo stile di vita. Ha capelli neri e occhi azzurri-viola. Porta la collana di rubini di sua madre e veste esclusivamente abiti maschili. Seduce costantemente le donne senza innamorarsene dopo che Ariadne le ha spezzato il cuore.
- Ariadne Bridgestock: figlia adottiva di origini indiane dell’Inquisitore, è stata il primo amore di Anna. All’inizio della storia è fidanzata con Charles ed è tra le vittime di Belial. Ha un carattere forte e farà di tutto per riconquistare Anna.
- Charles Fairchild: figlio primogenito di Henry e Charlotte, è molto appassionato di politica e conta di diventare il prossimo Console. Spesso pedante e insensibile, non ha un buon rapporto col fratello e viene a malapena tollerato dagli Allegri Compagni. Ha una storia con Alastair, ma cerca costantemente di nascondere la propria omosessualità.
- Jem Carstairs/Fratello Zaccaria: ora Fratello Silente, Jem continua ad essere presente per coloro che amava e per i loro figli. Aiuta James a controllare i suoi poteri e parte con Magnus alla ricerca del Volume Nero dei Morti.
- Tatiana Blackthorn: sorella minore di Gabriel e Gideon, odia loro e Will e Jem poiché li ritiene responsabili della morte di padre, figlio e marito. Cova vendetta da molti anni e usa Grace per raggiungere i suoi scopi. Vive tra le dimore fatiscenti di Chiswick House e Blackthorn Manor, dove sperimenta la magia nera e si allea con Belial.
- Belial: principe dell’inferno a cui è proibito camminare sulla Terra, è il padre naturale di Tessa nonché nonno di James e Lucie. Cerca in tutti i modi di obbligare James a lasciarsi possedere, ma alla fine occuperà il corpo di Jesse per distruggere definitivamente gli Shadowhunters.
- Tessa Gray Herondale: eroina della Guerra Meccanica, è una strega. Non esercita più il suo potere di cambiare forma. Nonostante l’età, dimostra solo 19 anni. Si occupa di gestire l’Istituto con Will. Non ha perso il suo amore per i libri e il suo spirito arguto.
- Will Herondale: è il direttore dell’Istituto di Londra e dell’Enclave inglese. Sempre sarcastico e atterrito dalle anatre, Will è diventato un ottimo leader. Sente molto la mancanza di Jem, che convoca spesso, e ha una particolare predilezione per Cordelia.
- Sona Jahanshah Carstairs: è la madre di Cordelia e Alastair. Discende da un’antichissima famiglia di Shadowhunters persiani e porta spesso un roosari sul capo. Molto protettiva e premurosa, aspetta un terzo figlio dal marito Elias.
- Hypatia Vex: è una potente strega, amica di Malcolm, proprietaria de facto dell’Hell Ruelle. Ha un debole per Anna e aiuterà più volte gli Allegri Compagni nelle loro ricerche, nonostante i suoi rapporti non facili con gli Shadowhunters.
- Malcolm Fade: sommo stregone di Londra dopo gli addii di Ragnor e Magnus alla città, il suo segno distintivo sono gli occhi viola. È un esperto di magia nera e per questo Lucie chiederà aiuto a lui riguardo a Jesse.
- Barbara Lightwood: figlia maggiore di Gideon e Sophie, è una ragazza solare e gentile. Sarà tra le prime vittime di Belial.
- Eugenia Lightwood: è la secondogenita di Gideon e Sophie. Molto somigliante alla sorella, ha rotto il suo fidanzamento e da allora vive ad Idris. Nel secondo libro, torna a Londra.
- Alexander “Alex” Lightwood: è il figlio più piccolo di Cecily e Gabriel e ha solo 3 anni. Adora Matthew e il suo cane Oscar.
- Filomena di Angelo: è una Shadowhunter italiana in visita a Londra per il suo anno all’estero. Rimarrà vittima dei piani di Belial e Tatiana.

### The Dark Artifices
- Emma Cordelia Carstairs: Shadowhunter diciassettenne rimasta orfana durante la Guerra Mortale, è la proprietaria di Cortana nonché eccellente guerriera. Vive all’Istituto di Los Angeles coi Blackthorn ed è la parabatai di Julian, oltre che la migliore amica di Cristina. Cerca vendetta per la morte dei genitori. È bionda e ha occhi marroni.
- Julian “Jules” Atticus Blackthorn: il più grande tra i suoi fratelli, si occupa di loro come un genitore da quando rimasero tutti orfani. Contemporaneamente ha gestito l’Istituto al posto dello zio, senza dirlo a nessuno, per proteggere la sua famiglia. È il parabatai di Emma, di cui è segretamente innamorato. La sua arma preferita è la balestra. È un eccellente artista e porta sempre un braccialetto di cristalli di mare donatogli da Emma.
- Cristina Mendoza Rosales: Shadowhunter messicana, si trova a Los Angeles per il suo anno all’estero e per dimenticare coloro che le hanno spezzato il cuore. Diventa presto molto amica di Emma e si affeziona ai Blackthorn, e in particolare a Mark. La sua arma prediletta è il coltello a farfalla che porta fra i capelli.
- Mark Antony Blackthorn: fratello maggiore di Julian, è per metà fata. Ha trascorso 5 anni nella Caccia Selvaggia, dove ha conosciuto e si è innamorato di Kieran. Dopo il suo ritorno, fatica ad adattarsi al mondo umano ed è spesso protagonista di momenti imbarazzanti ma divertenti. È un abile guerriero e porta al collo una punta di freccia. Ha un occhio verde-azzurro Blackthorn e uno dorato.
- Kieran Kingson: figlio del Re Unseelie che l’ha spedito per punizione nella Caccia Selvaggia, Kieran è un ragazzo leale e appassionato. Ha un occhio nero e uno argento. Si innamora di Mark e fa di tutto per stare con lui. Nonostante gli errori del passato, riuscirà a redimersi e ad aiutare i Blackthorn.
- Tiberius “Ty” Nero Blackthorn: diverso dai suoi fratelli per via dei capelli neri e degli occhi grigi, è il gemello di Livvy, con la quale vive in simbiosi. È un grande appassionato di tecnologia, di gialli e di animali. Porta spesso le cuffie per isolarsi dal mondo esterno. Ty non è come tutti gli altri e Julian cerca sempre di prendersi cura di lui al meglio.
- Livia “Livvy” Blackthorn: ha 15 anni, i colori tipici dei Blackthorn ed è la gemella di Ty. Unica in grado di calmarlo, è molto protettiva nei suoi confronti e lo accompagna sempre nelle sue avventure. Adora la matematica e la sua arma prediletta è l’ascia. Vorrebbe dirigere in futuro un Istituto per fare del bene.
- Christopher Jonathan “Kit” Rook/Herondale: figlio di un mondano habitué del Mercato delle Ombre, ha la stessa età dei gemelli. È pungente e sarcastico. Ha occhi azzurri e capelli biondi. Quando scopre di essere uno Shadowhunter, rifiuta di accettare la sua condizione così come di allenarsi. Sarà l’amicizia con Ty e Livvy a fargli cambiare poi idea.
- Drusilla “Dru” Blackthorn: sorella minore di Jules e dei gemelli, ha 13 anni, i colori tipici dei Blackthorn e soffre per via del suo fisico. Si veste sempre di nero ed è una grande appassionata di film horror. Passa molto tempo col fratellino Tavvy, di cui si prende spesso cura.
- Octavian “Tavvy” Blackthorn: è il più piccolo dei suoi fratelli, e adora Julian, Emma e Dru, con cui passa moltissimo tempo. Viene rapito alla fine del primo libro.
- Diana Wrayburn: è l’istitutrice dei Blackthorn e di Emma e si è trasferita a Los Angeles da Idris appositamente per loro. Ha una carpa tatuata sul volto. Ha sempre rifiutato la guida dell’Istituto per proteggere il suo più grande segreto.
- Helen Blackthorn: sorella maggiore dei Blackthorn, è stata esiliata con la moglie Aline sull’isola di Wrangel al termine della Guerra Mortale per via del suo sangue di fata. È una ragazza dolce e sensibile e soffre molto per la lontananza dai fratelli minori, per i quali si sente responsabile.
- Aline Penhallow: moglie di Helen, ha scelto di andare con lei in esilio. Estremamente sarcastica e pungente, è una pessima cuoca ed è molto protettiva nei confronti della moglie. È inoltre la figlia del Console Jia Penhallow.
- Diego Rocío Rosales: primo fidanzato di Cristina, è un membro dei Centurioni. Dopo la loro rottura, si è fidanzato con Zara, che però detesta. Si renderà poi conto di aver riposto male la propria fiducia e recupererà il rapporto con lei e col fratello. Diventa Inquisitore.
- Jaime Rocío Rosales: fratello minore di Diego ed ex migliore amico di Cristina, dopo la loro lite ha girato per il mondo. È appassionato di oggetti magici. Si nasconde per un certo periodo in camera di Dru, di cui diventa molto amico.
- Gwyn ap Nudd: è la fata a capo della Caccia Selvaggia, un guerriero noto per la sua bravura in battaglia così come per la sua ferocia.
- Tessa Gray: strega immortale col potere di cambiare forma, veglia sui Blackthorn insieme al marito Jem e si reca a Los Angeles alla ricerca dell’Herondale perduto. Da Jem aspetta una bambina, poi chiamata Mina.
- Jem Carstairs: ex Fratello Silente, al termine della Guerra Mortale ha smesso di essere attivamente uno Shadowhunter e ha girato il mondo con Tessa alla ricerca dell’Herondale perduto. Si reca spesso a Los Angeles per far visita ad Emma, ultima discendente della sua famiglia.
- Arthur Blackthorn: è lo zio dei Blackthorn, formalmente a capo dell’Istituto di Los Angeles. In realtà, vive esclusivamente nella soffitta, intento nello studio dei classici greci e latini dopo lo stress e le sofferenze patite per lungo tempo nella terra delle fate.
- Malcolm Fade: sommo stregone di Los Angeles, ha gli occhi viola e i capelli bianchi. È cresciuto in Cornovaglia insieme ad una famiglia di Shadowhunters. Aiuta spesso i Blackthorn e a volte trascorre la sera con loro all’Istituto per vedere film d’amore.
- Annabel Blackthorn: primo amore di Malcolm deceduta all’inizio dell’Ottocento, viene da questi resuscitata. Mentalmente instabile, viene accolta all’Istituto, dove porterà scompiglio e dolore.
- Alec Lightwood: eroe della Guerra Oscura, vive con Magnus e i loro figli a New York dove si occupa di armonizzare i rapporti tra Nascosti e Shadowhunters di tutto il mondo. Preso dal suo ruolo, cercherà di aiutare Julian, Mark e Kieran il più possibile.
- Magnus Bane: sommo stregone dagli occhi di gatto, vive a New York con Alec e i loro bambini. Si reca a Los Angeles per la questione delle linee di energia. È amico di Malcolm da molto tempo, così come di Jem e Tessa.
- Clary Fairchild: eroina più famosa della Guerra Oscura, dirige l’Istituto di New York insieme a Jace. È molto amica di Emma e non manca mai di esserle vicina. Parte in missione con Jace nella terra delle fate, dove sarà trovata proprio da Emma e Julian.
- Jace Herondale: famosissimo eroe nonché eccellente guerriero, dirige con Clary l’Istituto di New York. È l’idolo di Emma. Parte in missione nella terra delle fate, dove però rimarrà prigioniero fino all’arrivo di Emma e Julian.
- Zara Dearborn: figlia dell’Inquisitore e membro nonché accanita seguace dell’ideologia della Fazione, è una ragazza crudele e viziata. Fa parte dei Centurioni ed è la fidanzata di Diego. Desidera sottrarre Cortana ad Emma e diventare lei stessa un’eroina.
- Manuel Villalobos: membro dei Centurioni e della Fazione, è il braccio destro di Zara, anche se in realtà si dimostrerà più subdolo, malvagio e crudele dell’amica.
- Shade: stregone misterioso del Mercato delle Ombre, aiuta Kit e Ty in più occasioni. Solo nel terzo libro si scopre la sua vera identità.
- Ash Morgenstern: figlio della Regina Seelie e di Sebastian Morgenstern, vive a Thule col padre e lo “zio” Jace “Janus” Herondale. Dru è l’unica, seppur inconsapevolmente, a sapere della sua esistenza.
- Cameron Ashdown: primo fidanzato di Emma, è un ragazzo imponente e dai capelli rossi. Col tempo, i due diventeranno amici.
- Livia di Thule: è la versione di Livvy che vive a Thule, sopravvissuta alla Guerra Oscura, a differenza dei fratelli. È diventata una guerriera e una leader della resistenza a Sebastian Morgenstern. L’arrivo di Julian ed Emma la metterà a dura prova.

### The Eldest Curses
- Shinyun Jung: è un Demone Maggiore ed ex stregone che Magnus Bane e Alec Lightwood hanno incontrato durante la loro vacanza.
- Ragnor Fell: primo grande amico di Magnus Bane; è molto sarcastico e delle volte anche noioso.
- Aline Penhallow: moglie di Helen Blackthorn e figlia del Console.

### Le cronache dell'accademia Shadowhunters
- George Lovelace: fu il migliore amico di Simon Lewis in Accademia; Simon prese come cognome Lovelace una volta Asceso in sua memoria.
- Beatriz Mendosa: si è laureata nell'Accademia ed è diventata una tutor nell'Istituto di New York; amica di Simon Lewis.
- Julie Beauvale: si è laureata in Accademia; amica di Simon Lewis.
- Jon Cartwight: era uno studente dell'Accademia e un centurione, figlio di un'illustre famiglia.
- Marison Garzia: è stata una delle prime Shadowhunter ad Ascendere dopo decenni, insieme a Simon Lewis.
- Catarina Loss: è un'amica molto fidata di Magnus Bane, insegnava in Accademia.

## Membri del Mondo Invisibile
- Shadowhunters: prendono il nome dal primo della specie, Jonathan Shadowhunter, e sono cacciatori di demoni, metà uomini e metà angeli, creati quando gli uomini stavano per essere distrutti dalle invasioni di demoni provenienti da altre dimensioni. Un crociato invocò l'angelo Raziel, che mescolò in una coppa il proprio sangue con quello umano e lo fece bere agli uomini. Coloro che bevvero il sangue dell'angelo divennero cacciatori di demoni, e così i loro figli. Vengono anche chiamati "Nephilim".
- Nascosti: metà umani e metà demoni, si distinguono in quattro categorie, cioè vampiri (Figli della Notte), lupi mannari (Figli della Luna), Popolo Fatato e stregoni (Figli di Lilith). I Nascosti convivono in pace con gli Shadowhunter a seguito degli Accordi, una sorta di trattato di pace firmato tra Shadowhunter e Nascosti, secondo il quale gli Shadowhunter non possono uccidere i Nascosti a meno che questi non mettano in pericolo gli umani (mondani).
  - Vampiri: si nutrono di sangue, in particolar modo quello umano. Sono molto belli, ma sono tecnicamente dei cadaveri: il loro cuore non batte e non respirano, ma questa condizione assicura loro l'immortalità, a meno che qualcosa non li uccida. I vampiri non si riproducono se non tramite morso, e alla luce solare bruciano; inoltre non possono pronunciare il nome di Dio (a parte quelli molto vecchi e potenti).
  - Licantropi: nemici naturali dei vampiri, possono trasformarsi, completamente o parzialmente, in lupi, e soffrono molto per le ferite inferte da armi d'argento. Possono avere figli sia fra di loro, sia con gli umani, e in tal caso il nascituro sarà un licantropo, mentre, con uno Shadowhunter, il nascituro sarà un Nephilim perché il sangue dell'angelo Raziel è predominante. Il loro morso può infettare gli umani o gli Shadowhunter.
  - Stregoni: sono ibridi uomo-demone che non invecchiano. Si contraddistinguono per un marchio demoniaco, ovvero una deformità o caratteristica fisica particolare ereditata dal demone genitore: in certi casi è lieve, come gli occhi di un colore insolito o un'altezza particolarmente spiccata, ma può anche consistere in ali di drago o zampe palmate al posto delle mani. Sanno usare la magia e sono sterili.
  - Fate: membri del Popolo Fatato, ne esistono numerose sottospecie, ma tutte vivono centinaia di anni, sono infide, e vulnerabili al ferro ed al sale. Possono avere figli con gli umani o con gli Shadowhunter. Sono un incrocio tra angeli e demoni. Il sangue angelico impedisce loro di mentire, ma sono molto abili ad aggirare le domande.
- Demoni: figli di Lilith che arrivano nel nostro mondo tramite dei portali, possono essere feriti o uccisi solo da armi munite di Marchi o lame angeliche.
- Dimenticati: umani che ricevono i Marchi degli Shadowhunter ma, non essendo Shadowhunter, impazziscono. Obbediscono a chi li marchia, ma vivono molto poco e sono molto pericolosi.
- Conclave/Enclave: è il centro del potere degli Shadowhunter e ha sede ad Alicante, nello stato di Idris. Fa sì che vengano rispettati gli Accordi e controlla che gli Shadowhunter rispettino le leggi, in caso contrario vengono puniti. A capo del Conclave c'è un Console.

Una sezione molto importante è quella del mercato delle ombre: un luogo di ritrovo per tutti i nascosti dove si posson trovare qualsiasi tipo di merci.

## Adattamenti

### The Mortal Instruments
Del primo libro è stato realizzato un graphic novel in lingua inglese, pubblicato mensilmente da Th3rd World a partire da settembre 2012: la storia, in nove parti, è adattata da Mike Raicht, illustrata da Nicole Virella e Val Freire, e colorata da Jeremy Mohler. La graphic novel è stata pubblicata online nella sua interezza il 6 agosto 2013.
Nel 2010 la Costantin Features, insieme a Screen Gems e Unique Features, ha acquistato i diritti cinematografici dei libri. Il primo film, Shadowhunters - Città di ossa, diretto da Harald Zwart, è uscito nelle sale cinematografiche il 23 agosto 2013, con protagonisti Lily Collins nel ruolo di Clary Fray e Jamie Campbell Bower in quello di Jace Wayland. La Constantin ha annunciato che la produzione del seguito, Città di cenere, sarebbe iniziata a fine 2013, ma questa è stata poi rinviata al 2014 e infine definitivamente cancellata.
A ottobre 2014, la Constantin Film ha annunciato la trasposizione dei romanzi in una serie televisiva per Freeform, nuovo nome di ABC Family, intitolata Shadowhunters, le cui riprese sono iniziate il 25 maggio 2015 e si sono concluse a ottobre. La serie è stata trasmessa per la prima volta il 12 gennaio 2016. Clary Fray è interpretata da Katherine McNamara, Jace Herondale da Dominic Sherwood, Isabelle (Izzy) Lightwood da Emeraude Toubia, Alexander (Alec) Lightwood da Matthew Daddario e Magnus Bane da Harry Shum Jr..

### The Infernal Devices(Shadowhunters - Le origini)
Della serie è stato realizzato un graphic novel in lingua inglese, edito negli Stati Uniti da Yen Press e illustrato dall'artista coreana Baek Hye-kyung. Il primo volume è uscito il 30 ottobre 2012, il secondo il 3 settembre 2013 e il terzo il 22 luglio 2014.
Ad aprile 2013 i diritti cinematografici della serie sono stati acquistati dalla Constantin Film.